# Skyddsgas
Skyddsgas kallas en inert gas som skyddar ett reaktivt ämne eller en synnerligen reaktiv gas vars syfte är att reagera med ett oönskat ämne och därmed neutralisera det omedelbart efter att det bildats.
Exempel på inerta skyddsgaser är helium, kvävgas och argon.
Skyddsgaser används bl.a. för svetsning. Vid svetsning pratas både om inerta gaser och aktiva gaser. inerta gaser är sådana, som inte reagerar med andra ämnen. Exempel på sådana gaser är helium (He) och argon (Ar). Skyddsgaser kan även vara en blandning av olika gaser. exempel på detta är argon + koldioxid (CO2), som används vid MAG (Metal Active Gas) svetsning. Blandgasen gör att det blir en bättre inträngning i kombination med bättre bågstabilitet. Även ren koldioxid används vid svetsning. Nackdelen med detta är att det blir mycket sprut och sämre bågstabilitet. 
Skyddsgaser för svetsning klassificeras enligt ISO 14175.